# Piragüismo en los Juegos Olímpicos de Londres 2012 – Eslalon C-1 masculino
La prueba de eslalon C-1 masculino de piragüismo en los Juegos Olímpicos de Londres 2012, se llevó a cabo entre el 29 al 31 de julio, en el Lee Valley White Water Centre en Hertfordshire.

## Horario
Todas las horas están en horario de verano (UTC+1)
| Fecha                        | Tiempo        | Ronda     |
| ---------------------------- | ------------- | --------- |
| Domingo, 29 de julio de 2012 | 13:30 & 15:42 | Series    |
| Martes, 31 de julio de 2012  | 13:30         | Semifinal |
| Martes, 31 de julio de 2012  | 15:06         | Final     |

## Resultados
| Rank              | Nombre                   | Ronda preliminar | Ronda preliminar | Ronda preliminar | Ronda preliminar | Semifinal | Semifinal | Final     | Final     |
| Rank              | Nombre                   | Bajada 1         | Bajada 2         | Mejor            | Rank             | Tiempo    | Rank      | Tiempo    | Rank      |
| ----------------- | ------------------------ | ---------------- | ---------------- | ---------------- | ---------------- | --------- | --------- | --------- | --------- |
| Medalla de oro    | Tony Estanguet (FRA)     | 93.24            | 99.20            | 93.24            | 7                | 101.67    | 3         | 97.06     | 1         |
| Medalla de plata  | Sideris Tasiadis (GER)   | 96.12            | 92.83            | 92.83            | 4                | 98.94     | 1         | 98.09     | 2         |
| Medalla de bronce | Michal Martikán (SVK)    | 139.46           | 90.56            | 90.56            | 1                | 104.04    | 4         | 98.31     | 3         |
| 4                 | Ander Elosegi (ESP)      | 93.24            | 96.60            | 93.24            | 6                | 104.04    | 5         | 102.61    | 4         |
| 5                 | Stanislav Ježek (CZE)    | 94.09            | 206.82           | 94.09            | 9                | 104.37    | 7         | 105.73    | 5         |
| 6                 | Kynan Maley (AUS)        | 96.07            | 96.68            | 96.07            | 12               | 105.49    | 8         | 107.08    | 6         |
| 7                 | Takuya Haneda (JPN)      | 101.13           | 92.72            | 92.72            | 3                | 104.16    | 6         | 110.62    | 7         |
| 8                 | Benjamin Savšek (SLO)    | 90.83            | 203.42           | 90.83            | 2                | 99.92     | 2         | 219.95    | 8         |
|                   |                          |                  |                  |                  |                  |           |           |           |           |
| 9                 | Grzegorz Kiljanek (POL)  | 101.03           | 93.50            | 93.50            | 8                | 106.14    | 9         | No avanzó | No avanzó |
| 10                | David Florence (GBR)     | 101.60           | 93.04            | 93.04            | 5                | 106.16    | 10        | No avanzó | No avanzó |
| 11                | Aleksandr Lipatov (RUS)  | 96.13            | 95.51            | 95.51            | 10               | 107.49    | 11        | No avanzó | No avanzó |
| 12                | Teng Zhiqiang (CHN)      | 95.68            | 96.06            | 95.68            | 11               | 107.53    | 12        | No avanzó | No avanzó |
|                   |                          |                  |                  |                  |                  |           |           |           |           |
| 13                | Stefano Cipressi (ITA)   | 96.40            | 99.74            | 96.40            | 13               | No avanzó | No avanzó | No avanzó | No avanzó |
| 14                | Casey Eichfeld (USA)     | 97.04            | 102.02           | 97.04            | 14               | No avanzó | No avanzó | No avanzó | No avanzó |
| 15                | Christos Tsakmakis (GRE) | 165.79           | 105.22           | 105.22           | 15               | No avanzó | No avanzó | No avanzó | No avanzó |
| 16                | Sebastian Rossi (ARG)    | 109.41           | 107.52           | 107.52           | 16               | No avanzó | No avanzó | No avanzó | No avanzó |
| 17                | Rafail Vergoyazov (KAZ)  | 125.49           | 225.23           | 125.49           | 17               | No avanzó | No avanzó | No avanzó | No avanzó |